# ساموئل کامیل
ساموئل کامیل (انگلیسی: Samuel Camille؛ زادهٔ ۲ فوریهٔ ۱۹۸۶) بازیکن فوتبال اهل فرانسه است.
از باشگاه‌هایی که در آن بازی کرده‌است می‌توان به باشگاه فوتبال رایو وایکانو، باشگاه فوتبال لانس، باشگاه فوتبال کوردوبا، باشگاه فوتبال آلکورکون، باشگاه فوتبال پومفرادینا، باشگاه فوتبال کادیس، و باشگاه فوتبال گرانادا اشاره کرد.
وی همچنین در تیم ملی فوتبال مارتینیک بازی کرده‌است.